# Bissanzeiger

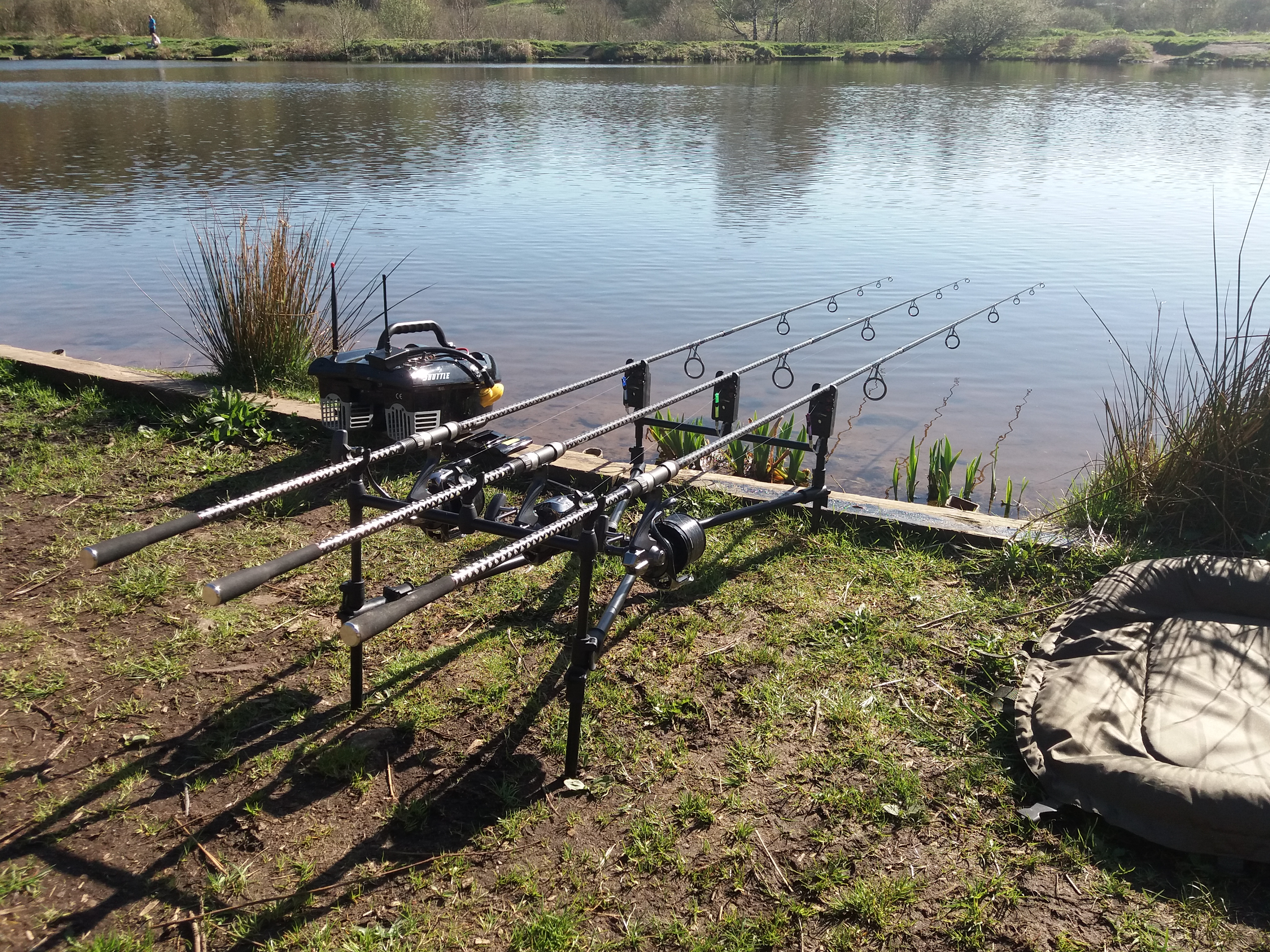
Elektronischer Bissanzeiger, an Angeln befestigt.

Bissanzeiger sind elektronische oder mechanische Hilfsmittel, welche beim Angeln das Anbeißen eines Fisches signalisieren.
Bei Angelmethoden ohne Schwimmer und insbesondere beim Nachtangeln sind Bissanzeiger unerlässlich, da ein unbemerkter Anbiss sowohl aus Gründen des Tierschutzes als auch aus angeltaktischen Gründen vermieden werden soll. Um dies zu erreichen, werden akustische (die sogenannte Aalglocke) oder optische Signalgeber (z. B. eine Schwingspitze) auf die Spitze der Angelrute gesetzt. Auch diese liefern jedoch nur bei straff gespannter Angelschnur ein deutliches Signal.
Elektronische Bissanzeiger überwachen den Schnurabzug. Ein Flügelrad unterbricht bei Schnurabzug eine Lichtschranke, woraufhin ein akustisches und/oder optisches Signal erzeugt wird. Durch die Verwendung von 2- oder 4-flügeligen Rädern kann bei manchen elektronischen Bissanzeigern die Sensibilität eingestellt werden. Dies ist vor allem an fließenden Gewässern oder bei starkem Wind sinnvoll. Eine andere Bauart elektronischer Bissanzeiger arbeitet mit einem Magneträdchen, welches bei Drehung einen Impuls induziert und so ein Signal auslöst.
Der elektronische Bissanzeiger wurde vom Engländer Richard Walker erfunden.